# Пътешествие
Пътешествие (на английски: Travel; на руски: Путешествие; на немски: Reise; на френски: Voyage) е придвижване в дадена територия или акватория с цел изучаване, а също така с общообразователна, познавателна, спортна и други цели.
До XVIII-XIX век пътешествията били основните източници за получаване на сведения за континентите и океаните, моретата, страните (техните природни дадености, история, население, селско стопанство и др.), общия характер и география на Земята.

## Цел и мотиви
Сред причините за пътуване се нареждат почивка, туризъм или ваканция, изследователска дейност, събиране на информация, посещение на познати, доброволческа дейност, миграция, религиозни поклонения и мисии, бизнес, търговия, работа, лечение, избягване на война и др. Пътуването може да се извърши пеша или с колело, както и с превозни средства като обществен транспорт, мотоциклет, автомобил, влак и самолет.
Мотивите за пътуване включват удоволствие, почивка, откритие и опознаване на нови култури, както и изграждане на междуличностни отношения. Пътуването може да е местно, регионално, национално (в страната) или международно. Обикновено пътуването в чужбина изисква паспорт и виза. То може да е част от околосветско пътешествие, където човек се мести от едно място на друго.
| „            | Светът е една книга и тези, които не пътуват, четат само една страница от нея. | “ |
| Св. Августин |                                                                                |   |